# Кульчиці
Ку́льчиці — село в Україні, у Ралівській сільській громаді Самбірському районі Львівської області.
Батьківщина трьох козацьких гетьманів — Петра Сагайдачного, Марка Жмайла, Павла Павлюка (Бута) — і героя оборони Відня 1683 року Юрія Кульчицького.

## Назва
Назва села, згідно з деякими джерелами, походить від татарського слова «Куля–чач–ке», що перекладається українською як «Водна вежа». Село розташоване на височині–пагорбі, з якого видно сусідні села, що розкинулись у низовині.

## Географія
Понад селом тече потік Ловець.

## Історія
Поблизу Кульчиць досліджено 13 курганів епохи ранньої бронзи (ІІІ тис. до н. е.), виявлені залишки поселення епохи заліза VII–VI ст. до н. е., на місці якого пізніше існувало давньоруське городище. Тут жили племена, пам'ятки яких мають умовну назву «культура лінійно-стрічкової кераміки».
Першу письмову згадку про Кульчиці датовано 1284 роком у привілеї князя Лева. В грамоті князь надав слузі Мелентію Туркевичу село Кульчиці у Самбірській волості з усіма належними до нього земельними угіддями та «користями» з бортей та рибальства.

Попри привілей існують й інші документи, які свідчать про наявність поселень на території сучасних Кульчиць, зокрема, в 1241 р. на поселення навколо городища напали татари. Під 1265 роком записано: 
«Князь Лев Данилович наділив навколишні поселення і село Кульчиці новими свободами».
У селі та його околицях відомі пам'ятки Київської Русі і Галицько–Волинського князівства Х–XIII ст. Найраніше з них, поселення Х ст., знаходиться поблизу урочища Над Мушиною. Городище стародавніх Кульчиць, можливо, було розташоване там, де нині стоїть Церква Св. Флора і Лавра. Очевидно, це городище згадується в привилеї князя Лева Даниловича у 1284 році.
Територія Кульчиць починається монастирем св. Василія в теперішній лісовій дільниці під назвою «Городище». На його місці дотепер збереглися великі висипані вали, що заросли лісом. У «Городищі» була збудована маленька церква святих мучеників Флора і Лавра. Подальша розбудова села навколо монастиря св. Василія в «Городищі» не проводилась з тієї причини, що там не було джерела з водою, тому почали будувати хати біля джерела «Жолубок», з якого випливають потоки «Роштоки» і «Чорногора». Зараз ця частина села має назву «Вулиця». З огляду на те, що село почало розбудовуватись в іншому напрямку, монахи перенесли церкву св. Флора і Лавра на «Вулицю».
Наступна згадка датується 1377 роком.
| Дата    | Ім'я                                                                          |
| ------- | ----------------------------------------------------------------------------- |
| 1420 р. | Грицько Кульчицький–Сметанка (королівський ловчий), його брат Андрій і Петро. |
| XV ст.  | Михайло, Проць, Захарій, Грицько, Федір Кульчицькі–Сметанки                   |
| 1639 р. | Васько Пузич                                                                  |
| XVI ст. | Івашко і Тарас Кульчицькі–Івашковичі                                          |

В 1498–1500, 1505, 1594, 1620–1621, 1624 рр. село зазнавало нападів турків і татар.
Село було батьківщиною й осередком українського шляхетського роду Кульчицьких гербу Сас. І належало до родових маєтностей роду Попелей-Конашевич.
Кульчицька шляхта була українською і за мовою, і за віросповіданням (більшість — греко–католики), і за національною самосвідомістю. Часто вона виступала у військових компаніях, відомих як посполите рушення. Його скликання дозволяло мобілізувати для підтримки регулярних військ до кількасот осіб. Так, у Зборівській битві посполите рушення перемишльської шляхти нараховувало до 800 вояків. З них половина — це вихідці з Кульчиць.
У складеній доктором Миколою Ценком «Хронологічній таблиці історії села Кульчиць, на підставі архівних документів та спогадів старожилів», датою відвідин гетьманом Петром Сагайдачним рідного села визнано 1621 рік. Саме під цим роком літописно уточнюється: «Перебування Петра Конашевича–Сагайдачного в складі козацького посольства у Варшаві; повернення в рідне село після довготривалого перебування на Запорізькій Січі; проведення фортифікаційних робіт біля церкви Св. Флора і Лавра (насипання валів), для захисту від турецьких нападів на село; висадження лип на валах».
У 1665 р. більше сотні власників с. Кульчиці протестували проти панцирної хоругви Замойського, у кожного з них небажані гості забрали кілька півмірків вівса та півмацків гороху, віз або й два сіна, кілька сирів, трохи масла, гарнець або й більше горілки і пива, по кілька курей, а в декого ще й кілька індиків, гусей та одного-двох підсвинків або вепра; хтось відкупився грошима. У грошовому еквіваленті вибрані з кульчицької шляхти побори склали більше 1000 зл.
В шляхетській частині села читальня «Просвіти» відкрилася у 1892 році, набагато раніше, ніж у Кульчицях–Рустикальних, де вона постала тільки 1907–му. Активним діячем у цьому селі був парох Дмитро Гординський–Антонович, який уже наступного року головував одночасно в обидвох читальнях «Просвіти» шляхти і селян.
В 1912 році о. Дмитро Гординський–Антонович і студенти Львівського університету Ілля і Остап Кульчицькі–Дашинич організували в селі свято пам'яті гетьмана Петра Сагайдачного до 290–ї  річниці  від дня його смерті. Участь взяли мешканці та делегати запрошеної шляхти з дальших і далеких околиць. На місці, де стояла хата гетьмана Сагайдачного, поставлено пам'ятковий хрест. Значний внесок в свято вклала читальня «Просвіти».
Після святкових заходів відбулось народне віче, на якому було вибрано комітет по підготовці до спорудження пам'ятника гетьману і розпочато збирання коштів, але цій справі перешкодила Перша світова війна.
У минулому село було поділене на дві частини (нині цей поділ зберігає залізничне полотно Самбір–Стрий): східну, Кульчиці Шляхотські (шляхетська), та західну — Кульчиці Рустикальні (тобто сільська). Нерівність між шляхтою і «селянами» була найбільш помітною у XIX ст. і аж до 1950–х років. Різниця між ними була така, що представники кожного зі соціальних станів нарізно стояли в церкві. Тривалий час навіть працювали дві сільські ради — Кульчиці Рустикальні та Кульчиці Шляхетські, потім їх об'єднали в одну.

### ПеріодII Польської Республіки(1918–1939)
Станом на 1930 р. при товаристві «Просвіта» діяло Братство тверезості, оркестр, хор, театральний гурток та бібліотека; осередки «Союзу українок». Мешканці села організовували платні курси рільництва, крою та шиття. Читальні в селах Кульчиці Шляхетські та Кульчиці Рустикальні співпрацювали між собою, обмінюючись делегатами на засіданнях. У звіті про діяльність читальні зазначалося: «В селі є 4-класова руська школа, говорять в громаді руською мовою. Поляки і жиди не мішаються до наших справ». В 1937 р. читальню «Просвіти» очолював Іван Баранецький.
7 травня 1946 року перейменували село Кульчиці Рустикальні на Кульчиці Перші і Кульчице-Рустикальнівську сільську Раду — на Кульчицьку Першу, а село Кульчиці Шляхоцькі — на Кульчиці Другі і Кульчице-Шляхоцьку сільську Раду — на Кульчицьку Другу.
У селі діють середня школа, фельдшерсько-акушерський пункт.
Щороку проводять фестиваль «Кульчиці-Фест».
У музеї «Дрогобиччина» експонується найдавніший з відомих на території Прикарпаття глиняний ліпний посуд із неолітичного поселення культури лінійно-стрічкової кераміки, який походить із Кульчиць. Згадки про село містяться в повісті Івана Филипчака «Кульчицький — герой Відня», у якій описане життя одного з найвідоміших уродженців села Юрія Франца Кульчицького.

### УРСР(1939—1991)
На фронтах Другої світової війни, в складі Червоної армії, воювали 53 жителя, 27 з них за мужність і хоробрість нагороджені орденами і медалями СРСР ще 27 чоловік загинули.
З приходом радянської влади в селі була створена 4-а бригада колгоспу «8 Березня», центральна садиба якої знаходилася в с. Городище. За бригадою було закріплено 1746 га сільськогосподарських угідь, в тому числі 924 га орної землі. Бригада спеціалізувалася на вирощувані льону, цукрового буряку і зернових культур. Також на території села розміщувався цех № 2 Самбірського міжколгоспного об'єднання з вирощування свинини.
У селі діяла восьмирічна школа, в якій, на 1978 р., навчалося 249 учнів і працювали 23 вчителя. Працював Народний дім з залом на 350 місць, бібліотека з фондом 8200 книг, краєзнавчий музей, медпункт, 2 магазини, їдальня, майстерні по пошиттю верхнього одягу і взуття, відділення зв'язку, АЗС.
Партійна організація (заснована в 1950 р.) об'єднювала 24 комуніста, комсомольська (заснована в 1948 р.) — 22 члена ВЛКСМ.
За успіхи в праці 11 чоловік нагороджені орденами і медалями СРСР, серед них Орденом Трудової Слави 3-го ступеня — ланкова Б. М. Смуж.

#### ДіяльністьОУН–УПАна теренах села
З оперативних зведень відділу 92 «Булава» ТВ–24 «Маківка» ВО–4 «Говерла» УПА–Захід (1946–1948) та інших повстанських хронік:

- «3 березня 1946 р. НКВС СРСР намагалися арештувати підпільницю „Чайку“, вона, вдаючи, що одягається, вийшла до другої кімнати і застрілилася».
- «Дня 8 червня 1947 p., о год. 22–ій вечером рій ройового „Верхового“ з підвідділу 479 мав перестрілку з більшовиками в с. Кульчиці. Рій був в селі на вечері. На заставі стояв кулеметник „Клим“, котрий запримітив групу озброєних людей. На його заклик стати, група заметушилась і почала викрикувати по московськи. Кулеметник „Клим“ віддав до більшовиків вогонь з кулемета у віддалі 30 м. Рій сейчас вискочив з хати та відкрив вогонь по шаткованому ворогові. Ворожі втрати: 1 лейтенант, 1 сержант, 1 боєць з МДБ—МВС і 1 провокаторка — Стефа зі Самбора, котра водила більшовиків по знаних хатах, вбитими. У нас втрат не було. В селі в той час було дві більшовицькі спецгрупи, около 50 чоловік. Вистріляно амуніції: 75 шт. набоїв крісових російських, 10 шт. набоїв крісових німецьких і 15 шт. набоїв до ППШ».
- Дня 25 жовтня 1947 p., зліквідовано члена обласного управління Смірнова, котрий приїхав до с. Кульчиці Рустикальні по учнів школи ФЗО, котрі мали йти під комісію.
- Дня 4 березня 1948 р. після збройної сутички оперативного відділу Дублянського РВ МДБ (300 чол.) та 92–го відділу УПА в с. Гординя група більшовиків (40 чол.) разом з стрільцем «Вишневим» 92–го відділу (потрапив в полон під час сутички в Гордині) вирушили до лісу поблизу Кульчиць–Олексята. Там знаходився зимовий табір чотового «Кобзи», про який знав «Вишневий». Більшовики окружили криївку і почали наступати з одної сторони. Стійковий — стрілець «Осінний» запримітив більшовиків, повідомив присутних у криївці, а сам з десятистрілки почав стріляти до більшовиків. Однак більшовики відкрили сильний вогонь і змісця вбили стійкового. Чотовий «Кобза», бачучи окружену більшовиками криївку, зірвав міни, викинув дві ґранати і тим уможливив вискочити усім з криївки. Розгорівся пекельний бій. Другою жертвою з нашої сторони був чотовий «Кобза», котрий зістав важко ранений і дострілився. Третім зістав убитий д. «Доля» — інвалід з боївки ЕВ, останньо станичний на село К.. Відтак зістав убитий д. «Короленко», бувший підпіляк за німецької дійсности, останньо — самозбережник. Слідуючий — пвх. «Грушка», котрий був важко ранений — його забрали зі собою більшовики і він в дорозі помер. Впали також стрільці «Шумний» і «Степовий». Останніми були два юнаки, котрих з невідомої причини забрав чотовий «Кобза» у зимовий табор. Їм пощастило втекти досить далеко від криївки в сторону с. Сіде. Однак і тут наткнулися вони на більшовицьку заставу, яка відкрила по них вогонь, вбиваючи одного з них Славка, а другий втік в с. Кульчиці. Була тут рівнож дівчина, сестра д. «Короленка», котру злапали більшовики і забрали в район. Наші втрати: 8 убитих, 1 дівчина зловлена живою. Втрати в матеріалі: 1 кулемет «Дехтяров», 1 ППС, 2 ППШ, 2 пістолі, 3 кріси. Ворожі втрати: 13 убитих, невідоме число ранених. Впавших повстанців більшовики роздягнули з одягу і забрали до р–ну Дубляни. Тут двох селян зі с. Гордині помили їх, після цього більшовики тільки в біллю посадили їх під парканом. Кожному повстанцеві більшовики розбурхали волосся, праву руку затиснули в пястук і піднесли вгору на висоту очей, а ліву руку притулили до лівого вуха і в такій позі зробили знимку. Впавші повстанці були поділені на дві групи. Одна з них командира «Орленка», друга чот. «Кобзи». В рядку сиділи перший ком. «Орленко», а по його лівій руці стрільці з його групи. Так само була уложена група чот. «Кобзи». Тіла повстанців у такій позі лежали під тином три дні і кожного, хто приходив дивитись, більшовики записували.

Зі спогадів повстанця Григорія Костюка –«Незломний», «Вишневий»:
«Наших інші дві сотні стрілецьким рядом ще за дня відійшли лісом до с. Кульчиці, коло Самбора — над Дністром. По кількох годинах ходу ми ввійшли в село Кульчиці. Це село дуже довге. Воно положене на рівнинах на північ від Карпат. Населення було свідоме й багате, в порівнянні з селянами біля Турки. Підпільна організація в тому терені працювала знаменито. Населення вже знало про наш прихід і господині чекали на нас з вечерею, з налисниками. Таке диво я зустрів уперше за час перебування в УПА. Дві сотні дістали однаковий обід — знамениті налисники. Ми були дуже заскочені такою зміною. Ми думали, що всі бойки живуть картоплею й вівсяниками. Нам прямо не хотілося вірити, що це дійсність. На день ми залишилися в селі. Командири, побільшили кількість зорців, а решта вояків проводили ґрунтовну дезинфекцію — милися, чистили взуття, зброю, латали та прали білизну й одяг. Перебувши спокійно день і ніч, рано ми вийшли до лісу. Пополудні Кульчицькі дівчата почастували нас добрим обідом, що його вони принесли в кошиках з села»
В період Другої світової війни в Кульчицях діяли підпільні медичні курси Українського червоного хреста. Лікарі підготовлювали медичний персонал, який згодом вирушав в УПА. Курси тривали декілька тижнів або місяців, залежно від воєнно–політичної ситуації.
Мешканці села, які перебували в лавах ОУН–УПА:
| Ім'я, псевдо                                     | Роки життя                                                                         | Додаткова інформація |
| ------------------------------------------------ | ---------------------------------------------------------------------------------- | --- |
| Баранецька Марія — «Стріянця»                    |                                                                                    | |
| Баранецький Іван — «Орест»                       |                                                                                    | |
| Баранецький Микола — «Дністровий»                |                                                                                    | |
| Баранецький Петро                                |                                                                                    | |
| Баранецький Роман — «Дністер»                    |                                                                                    | |
| Баранецький Роман — «Стефко», «Славко»           |                                                                                    | |
| Баранецький Степан — «Чечень»                    |                                                                                    | |
| Білинський Антін — «Карась»                      |                                                                                    | |
| Бурдяк (Семенець) Ліда                           |                                                                                    | |
| Бурдяк Віктор Дмитрович — «Голуб»                |                                                                                    | |
| Бурдяк Володимир Дмитрович                       |                                                                                    | |
| Бурдяк Мирослава                                 |                                                                                    | |
| Бурдяк Ярослав Дмитрович                         |                                                                                    | Священник |
| Васишак Ілько — «Кіт»                            |                                                                                    | |
| Васькович Іван — «Спис»                          |                                                                                    | |
| Васькович Ілля — «Граб»                          |                                                                                    | |
| Винарчик Ольга — «Чайка»                         | † 03.03.1946, Кульчиці \|Застрілилася у власній домівці, щоб уникнути арешту НКВС. | |
| Войтович Ярослав — «Чорний»                      |                                                                                    | |
| Ворончак Володимир — «Короленко»                 |                                                                                    | |
| Ворончак Люба — «Геня»                           |                                                                                    | |
| Ворончак Остап — «Шпак»                          |                                                                                    | |
| Густ Іван — «Оріх»                               |                                                                                    | |
| Гут Євген — «Мотига»                             |                                                                                    | |
| Гут Іван                                         |                                                                                    | Юрист |
| Гут Роман                                        |                                                                                    | Юрист |
| Гут Роман — «Білий»                              |                                                                                    | |
| Дашинич Домініка — «Лагідна»                     |                                                                                    | |
| Жигайло Василь — «Вільха»                        |                                                                                    | |
| Жигайло Євген — «Соловій»                        |                                                                                    | |
| Жигайло Євстахій — «Богун»                       |                                                                                    | |
| Жигайло Іван — «Соловій–2»                       |                                                                                    | |
| Жигайло Омелян — «Перебендя»                     |                                                                                    | |
| Заліпецький Микола — «Стеф»                      |                                                                                    | Родом з Тернопільщини |
| Кардаш Іван — «Снігур»                           |                                                                                    | |
| Карпінець Євген — «Строгий»                      |                                                                                    | |
| Качмар Василь — «Яничар»                         |                                                                                    | |
| Качмар Володимир — «Заяць»                       |                                                                                    | |
| Качмар Іван — «Крук»                             |                                                                                    | |
| Качмар Йосип — «Коршун»                          |                                                                                    | |
| Кульчицька–Дашинич Ганна — «Марта», «Мала»       |                                                                                    | |
| Кульчицька–Жигайло Марія — «Самбірська»          |                                                                                    | |
| Кульчицька–Костик Людвика — «Ліщина», «Іванка»   |                                                                                    | |
| Кульчицька–Поливка Марія — «Надія»               |                                                                                    | |
| Кульчицька–Попіль Антоніна — «Перла»             |                                                                                    | |
| Кульчицька–Ручка Євгенія — «Олена»               |                                                                                    | |
| Кульчицька–Тулюк Ольга                           |                                                                                    | |
| Кульчицька–Тулюк Осипа — «Юля»                   |                                                                                    | |
| Кульчицька–Тулюк Стефанія — «Білка»              |                                                                                    | Засуджена |
| Кульчицька–Цмайло Надія — «Катруся»              |                                                                                    | |
| Кульчицька–Цмайло Уляна — «Пчола»                |                                                                                    | |
| Кульчицький Володимир — «Голуб»                  |                                                                                    | |
| Кульчицький–Губ'як Михайло — «Гамалія», «Бойко»  |                                                                                    | |
| Кульчицький–Гут Данько — «Верба»                 |                                                                                    | |
| Кульчицький–Гут Дмитро                           |                                                                                    | |
| Кульчицький–Гут Іван                             |                                                                                    | |
| Кульчицький–Гут Омелян — «Шугай»                 |                                                                                    | |
| Кульчицький–Гут Омелян                           |                                                                                    | |
| Кульчицький–Гут Роман                            |                                                                                    | |
| Кульчицький–Гут Семен — «Тиміш»                  |                                                                                    | |
| Кульчицький–Гут Теофіль                          |                                                                                    | |
| Кульчицький–Дашинич Володимир                    |                                                                                    | |
| Кульчицький–Дашинич Мирон (Мирослав) — «Щука»    |                                                                                    | |
| Кульчицький–Дашинич Ярослав — «Славик», «Довбуш» |                                                                                    | |
| Кульчицький–Дашинич–Окіпський Ілля               |                                                                                    | Засуджений. |
| Кульчицький–Жигайло Дмитро — «Гонта»             |                                                                                    | |
| Кульчицький–Жигайло Євген — «Соловій»            |                                                                                    | |
| Кульчицький–Жигайло Омелян — «Ручай»             |                                                                                    | |
| Кульчицький–Жигайло Степан — «Степан»            |                                                                                    | |
| Кульчицький–Жигайло Ярослав — «Хмара», «Мартин»  |                                                                                    | |
| Кульчицький–Поливка Антін — «Левко»              |                                                                                    | |
| Кульчицький–Поливка Володимир — «Лютий»          |                                                                                    | |
| Кульчицький–Поливка Степан — «Лебідь»            |                                                                                    | |
| Кульчицький–Ручка Михайло                        |                                                                                    | |
| Кульчицький–Хапко Дмитро — «Голуб»               |                                                                                    | |
| Кульчицький–Цмайло Тарас                         |                                                                                    | |
| Кульчицький Йосип                                |                                                                                    | |
| Кульчицький — «Хмара»                            | † 1946                                                                             | Загинув у с. Орів, похований в Бориславі. |
| Ленчинський Михайло                              |                                                                                    | |
| Лецик Петро                                      |                                                                                    | |
| Магур Василь — «Хорт»                            |                                                                                    | |
| Німеровська Філька — «Цьоця»                     |                                                                                    | |
| «Поважна»                                        |                                                                                    | Медсестра. Загинула. |
| Поливка Ярослав — «Дзвін»                        |                                                                                    | |
| Попіль Василь — «Гордий»                         |                                                                                    | |
| Проць Адам — «Ворон»                             |                                                                                    | |
| Проць Василь — «Коваль»                          |                                                                                    | |
| Проць Степан — «Смок»                            |                                                                                    | |
| Семчишин Тиміш — «Річка»                         | 1915–1946                                                                          | Діяч Організації українських націоналістів, керівник похідної групи ОУН «Південь». Розстріляний. |
| Смуж Володимир — «Оса»                           |                                                                                    | |
| Смуж Володимир                                   |                                                                                    | |
| Смуж Григорій                                    |                                                                                    | Загинув |
| Станько Ярослав — «Острий»                       | † 1948                                                                             | Стрілець. Загинув восени 1948 р. в с. Пиняни. З 1944 р. очолював районну референтуру СБ ОУН |
| Тершовська Дарія — «Оля»                         |                                                                                    | |
| Ткач Федір — «Козак»                             |                                                                                    | |
| Фріштак Володимир — «Труш»                       |                                                                                    | |
| Фріштак Йосип                                    |                                                                                    | |
| Фріштак Осип — «Бойко»                           |                                                                                    | |
| Халос Володимир — «Сова»                         |                                                                                    | |
| Халупа Омелян — «Різак»                          |                                                                                    | Комендант СБ ОУН |
| Цмайло Василь — «Старий»                         |                                                                                    | |
| Чайка Ангеліна — «Таня», «Дзвінка»               |                                                                                    | |
| Чайка Йосип — «Головко»                          |                                                                                    | |
| Чайка Михайло Михайлович — «Тихий»               | нар. 1909                                                                          | Член ОУН. За завданням Самбірського районового проводу ОУН підслуховував телефонні розмови працівників обласних організацій, зокрема УМДБ та УМВС СРСР, з керівниками районів. 10.06.1947 захоплений опергрупою Самбірського ГО МДБ у с. Кульчиці |
| Чайківський Гнат — «Аркадій», «Хитрий»           |                                                                                    | |
| Чесна Дарія                                      |                                                                                    | |
| Шедний Анастасій — «Рут»                         |                                                                                    | |

## Населення
Станом на 2021 рік населення становило 1517 осіб.

### Мова
Розподіл населення за рідною мовою за даними перепису 2001 року:
| Мова       | Кількість | Відсоток |
| ---------- | --------- | -------- |
| українська | 1639      | 100%     |

## Церкви

### Церква Святих Флора і ЛавраПЦУ(1904)

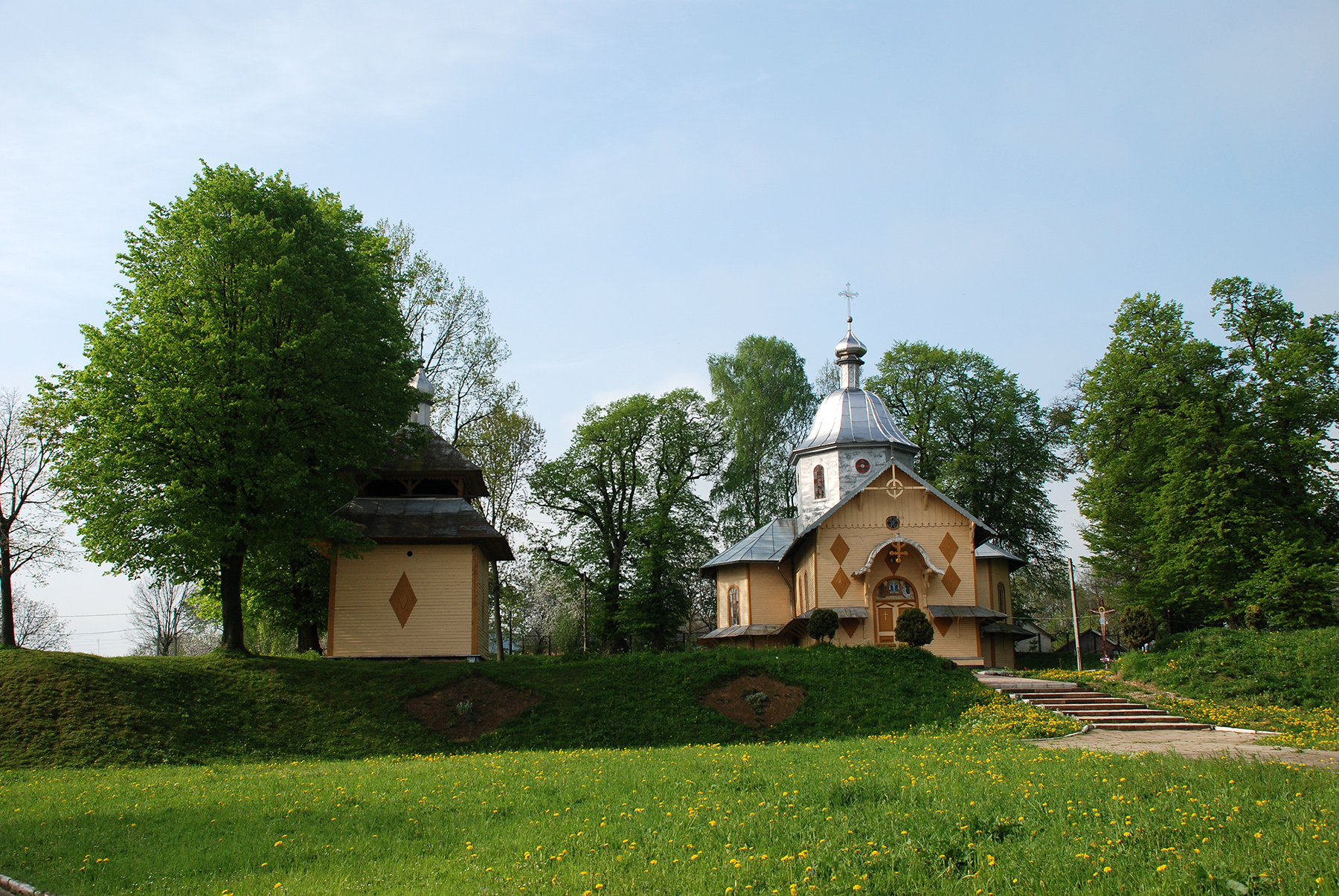
Церква Св. Флора і Лавра ПЦУ (1904). Фото: 2015 р.

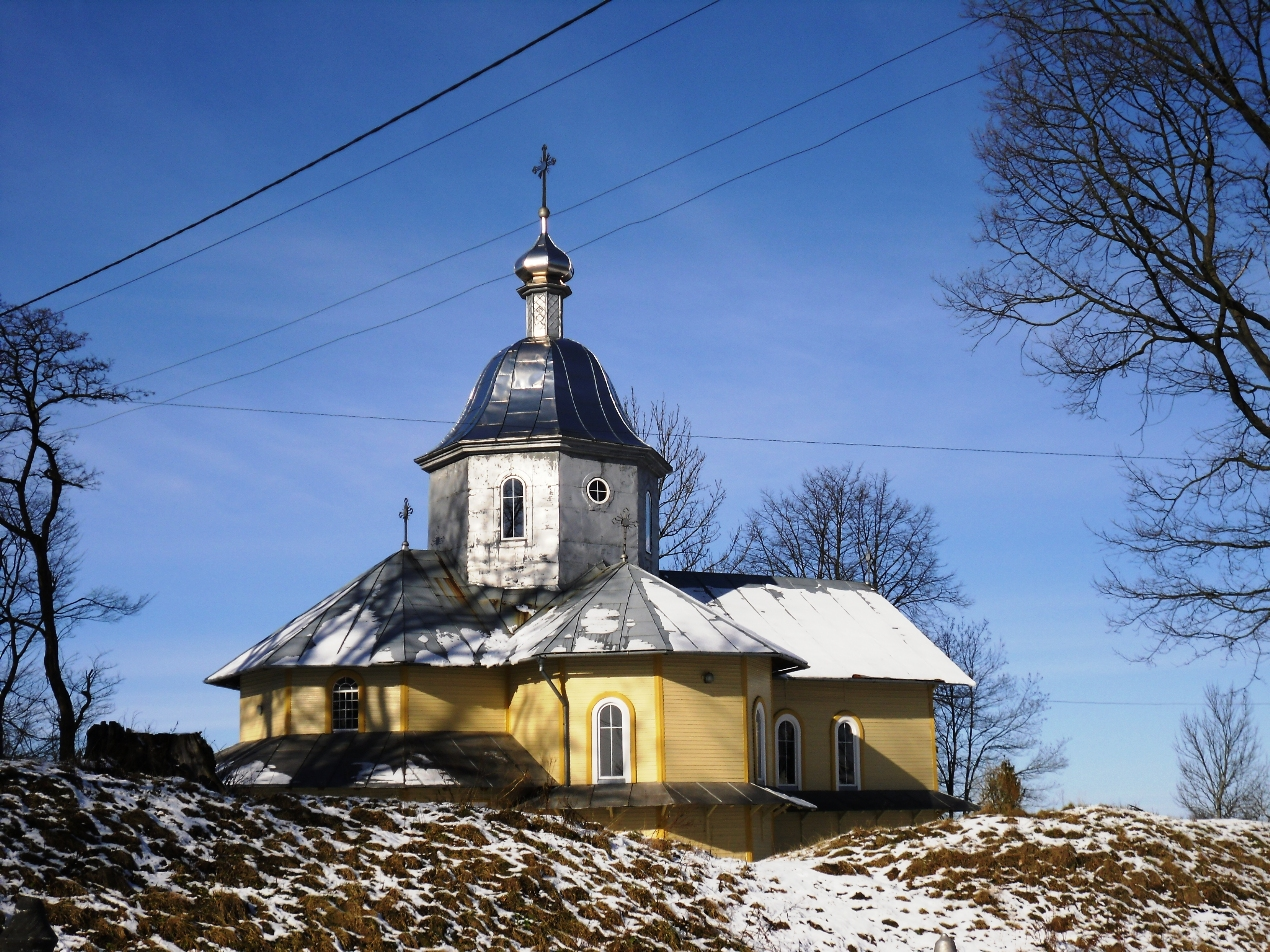
Церква Св. Флора і Лавра ПЦУ (1904). Вид з іншої сторони. Фото: 2015 р.

Давня церква Флора і Лавра розібрана у 1905 р., фото кінця XIX століття.

Пра–церква була збудована ще в XIII ст. за правління князя Данила Галицького. Побудову святині завершили в ті дні, коли Данило Романович розгромив угорських бояр і, повертаючись додому, зі своєю дружиною відпочивав в Кульчицях. На честь перемоги церкву назвали іменами святих Флора і Лавра (таку назву давали лише на честь великої перемоги). Крім релігійної храм виконував також і оборонну функцію, тому був обведений високими валами (збереглися дотепер). Найдавніші згадки про місцеву святиню датуються 1510 роком. Стару, яка походила з XVII ст., відновлювали у 1752 р.
Існує легенда, що гетьман Сагайдачний у дарунок церкві привіз із Січі носільно-обходовий образ св. Покрови, де зображено Богородицю Діву, яка своїм омофором покриває козаків. Козаки стоять у червоних чоботях, з непокритими чубатими головами, а з їхніх вуст до Пречистої линуть слова молитви «Богородице Діво». Маляреві нової церкви не сподобався стиль цього образу і, переконавши людей, що він «хлопський та грішний», він залив його гіпсом і намалював образ у шляхетсько–католицькому стилі. Інший маляр, який побачив у потрісканих місцях попереднє зображення, частину образу відчистив. І вже за сучасності ого було передано музеєві Бойківщини.
Після підписання Брестської унії Самбірські і Перемишльські землі аж до 1700 року зберігали обряд православної віри, не давали силоміць впроваджувати католицизм. Однак в 1708 році польське військо (гусари) під час відправи св. Літургії під'їхали до церкви на конях і наказали священнику Кульчицькому–Ручку відійти від Святого Престолу і підписати католицизм. Священник відмовився. Тоді польський воїн відтяв йому голову. Церква залишилася осквернена і закрита. Відтоді богослужіння в тій церкві не відправлялось протягом 28 років.
У 1904 р. поряд старої розпочали будівництво існуючої, теж дерев'яної церкви, старанням о. Дмитра Гординського–Антоновича. Попередню церкву наступного року розібрано. 30 серпня 1935 р. в день св. Флора і Лавра її освятив владика Йосафат Коциловський (Перемишльський єпископ УГКЦ).
На церкві зберігається хрест зі старого храму. Науковці стверджують, що йому понад 800 років. Іконостас церкви у 1932 році реставрований художником Ільком Дециком.
Святий престол, в якому був замурований прах священника Кульчицького–Ручки, був розташований на схід від входу. Зараз там — бічний вівтар святого Миколая, який був збудований на пожертвування робітників–земляків, що виїхали 1912 року на заробітки в Америку.
Під час радянської окупації церква була зачиненою і використовувалася як склад зерна. 1973 року було створено краєзнавчий музей атеїстичного напрямку. В серпні 1989 року храм св. мучеників Флора і Лавра було повернуто вірянам, а експонати музею, що діяв на громадських засадах, було перенесено у колишнє приміщення початкової школи, яка збудована у 1910 році.
Церква невеликих розмірів, хрестова у плані, орієнтована гранчастим вівтарем на південний-захід. Бабинець прямокутний, накритий двосхилим дахом, бічні рамена нави, як і вівтаря, накриті п'ятисхилими дахами. Оточена вузьким піддашшям на приставних кронштейнах (крім вівтаря). Він у нижній частині розширений по периметру, в тому числі ризницями з обидвох сторін, які мають окремі входи. Вікна у церкві були дерев'яні, тепер пластикові. Всі стіни (крім восьмерика нави) горизонтально шальовані фарбованими у світлий колір дошками, кути стін, обрамлення вікон, а також двері підкреслені темним кольором.
Найбільше кидається у вічі вхідна частина церкви: високі аркові двері, над якими видно зображення Покрови Пр. Богородиці, над дверми зроблений дашок на приставних кронштейнах, який силуетом подібний до бані церкви. Дашок знизу має дерев'яний хрест. З обидвох сторін дверей стіни прикрашені шістьма ромбами з дерев'яних планок. Високий світловий восьмерик середхрестя нави, стіни якого, на жаль, покриті бляхою, завершує баня дзвонястої форми з ліхтарем та маківкою, поверхні яких нещодавно перекрили новою бляхою.
На північний схід від храму розташована дерев'яна двоярусна дзвіниця, верхній ярус якої вужчий і менший, накритий шатровим дахом. На південний-схід від церкви, за валом, при дорозі, стоїть маленька дерев'яна капличка.
Після об'єднавчого собору українських церков 15 грудня 2018 року храм належить громаді Православної церкви України, до того належав УАПЦ.
| Роки           | Ім'я                                                                       |
| -------------- | -------------------------------------------------------------------------- |
| ? — 1708       | о. Кульчицький–Ручка                                                       |
|                | о. Микола Коладчин (священник в П'яновичах, деякий час служив в Кульчицях) |
| ? — 04.02.1898 | о. Антон Бжежинський (пр. 1823 – 04.02.1898)                               |
| 1899 — ?       | о. Дмитро Гординський–Антонович (1857 – 29.02.1936), декан Самбірський     |

### ЦеркваПреображення ГосподньогоУГКЦ(2013)
Наймолодшою в селі була церква святого Спаса. Вона була покрита ґонтою і мала три куполи. З часом куполи зогнили і почали валитися. Тоді церковний комітет вирішив її розібрати, що й було зроблено в 1917–1919 роках. Як пам'ятка, залишилась дзвіниця, покрита бляхою.
Це була дерев'яна тризрубна будівля, завершена над навою двозаломним наметовим верхом, увінчаним ліхтарем. Була подібна в брилі до церкви св. Флора і Лавра, лише без емпори над бабинцем. До наших днів збереглася дерев'яна двоярусна дзвіниця з XVIII ст. в північно–західній частині села. У 1728 р. образи для неї малювали Інокентій та Юрій Канафольські.
Нова Спасо–Преображенська церква збудована з дерева в 2013 році. Побудована за дизайном попередньої, яка існувала з XVII по XX ст. та була розташована на місці де стоїть сучасна.
Обабіч храму в рядок поставлені надгробні пам'ятники. За переказами місцевих жителів це надгробки місцевих меценатів–шляхтичів, які колись жертвували ще на стару церкву кошти. За своє меценатство отримали привілей бути похованими на церковному подвір'ї. На кількох надгробках можна прочитати прізвища: Баранецький, Кульчицька.

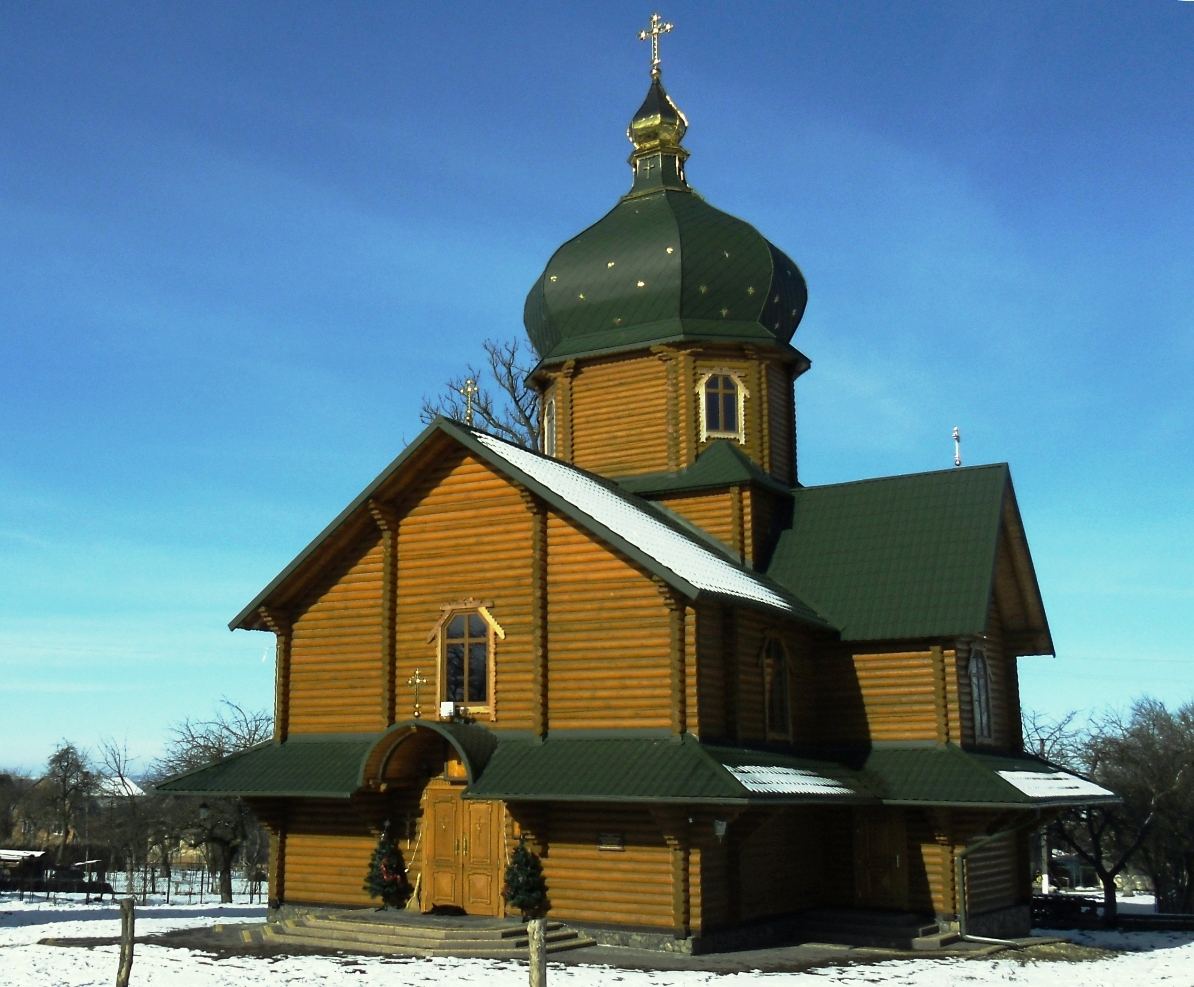
Церква Преображення Господнього УГКЦ (2013). Фото: 2015 р.

### ЦеркваВоздвиження Чесного ХрестаПЦУ(1893)

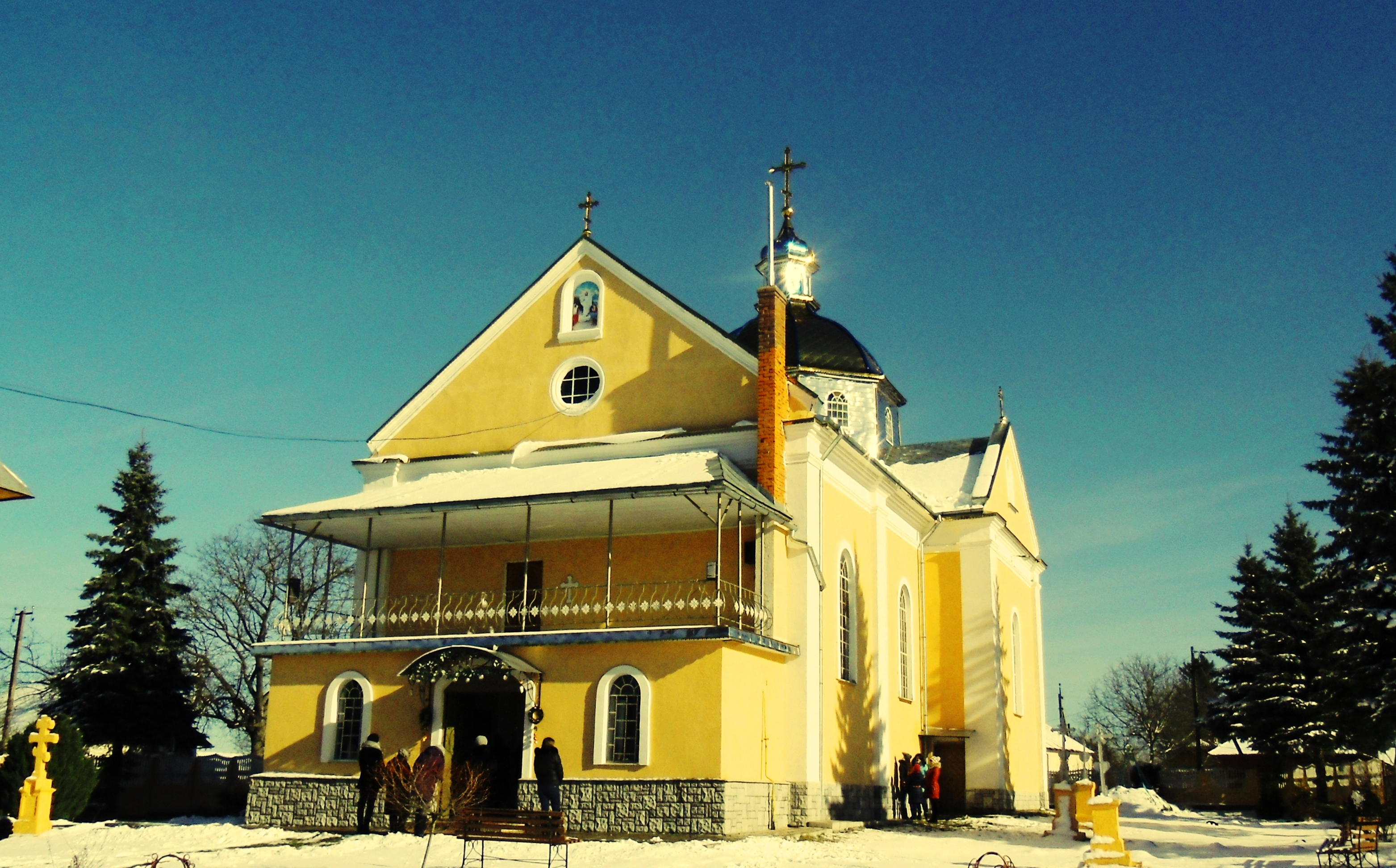
Церква Воздвиження Чесного Хреста ПЦУ (1893). Фото: 2015 р.

Коли збудували попередню церкву Воздвиження Чесного Хрест — невідомо. В період тяжкого лихоліття вона згоріла разом з частиною села. Пізніше було збудовано нову дерев'яну церкву, яка простояла до 1890 року. Згодом цю церкву розібрали.
У 1893 р. на місці дерев'яної церкви з XVIII ст. зведена існуюча мурована. Це хрещата в плані споруда з видовженим бабинцем та сильно укороченими боковими раменами. Низький світловий восьмибічний барабан її, який вінчає середхрестя, накритий шоломовою банею з ліхтарем і маківкою.

### Церква Покрови Пресвятої БогородиціПЦУ(XVIIст.)
Існувала з XVII по XX ст.
Церква була збудована, ймовірно, як двозрубна булівля, пізніше розширена добудовою бабинця. Це була безверха церква, вкрита двосхилими дахами з ліхтарем на гребені нави.
В 1917–1918 рр. її розібрали і перепродали в село Кружики, де вона стоїть і досі.
1 жовтня 2017 р. храм Покрови Пр. Богородиці був освячений Високопреосвященнійшим Макарієм, митрополитом Львівським Православної церкви України.

## Пам'ятки

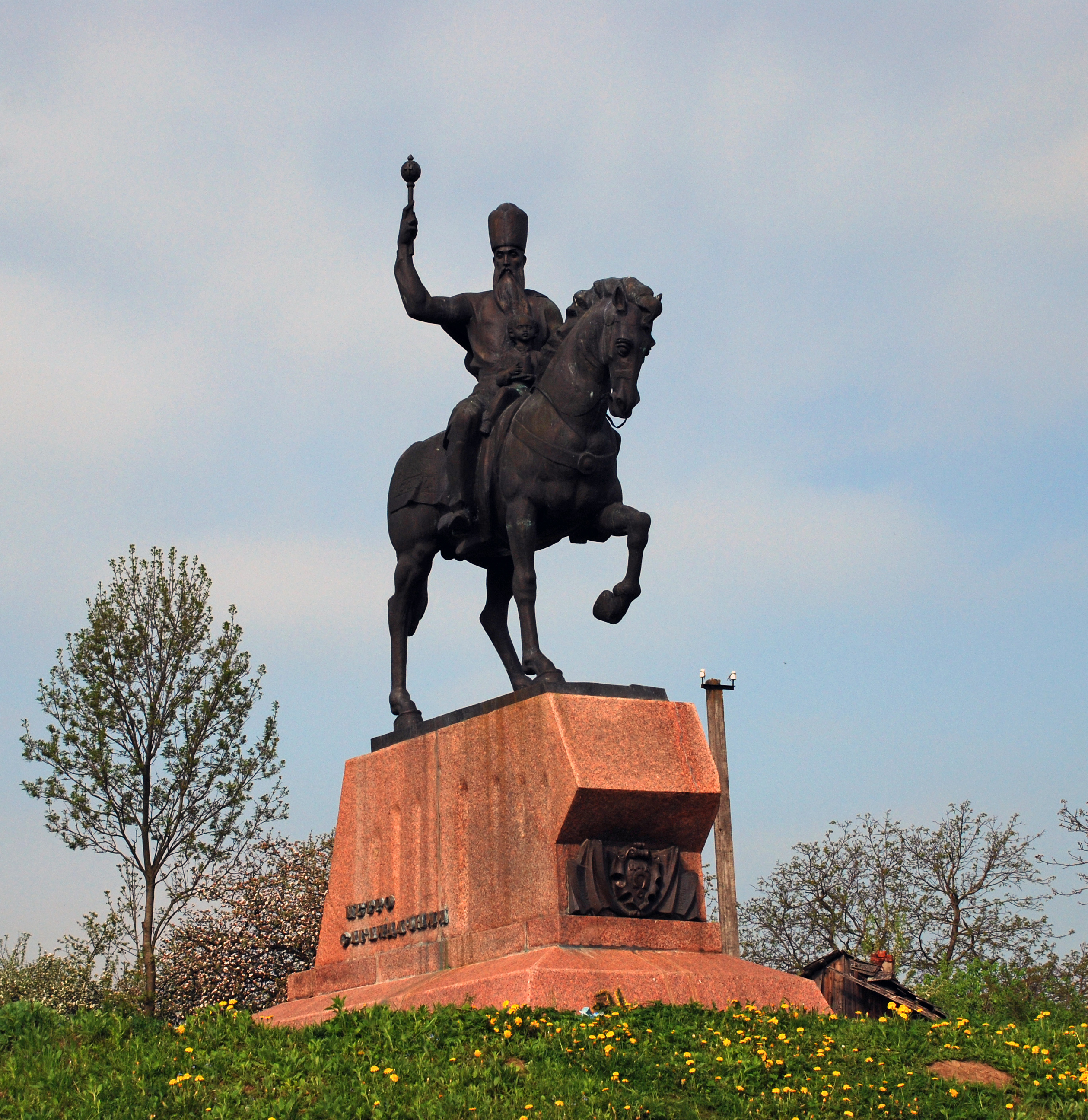
Пам'ятник гетьманові Сагайдачному

- Пам'ятник гетьманові Сагайдачному (скульптори: Д. Крвавич, М. Посікіра, Л. Яремчук, архітектор — М. Федик).
- Музей Петра Сагайдачного.
- Пам'ятник Юрію Кульчицькому (2010, споруджений заходами Фонду козацької слави).
- Могильний курган в урочищі Могилки. Поблизу Кульчиць досліджено 13 курганів епохи ранньої бронзи (III тисячоліття до н. е.), виявлено залишки поселення епохи заліза VII—VI ст. до н. е.[30][31][32]

## Культура
Щороку в Кульчицях проводиться фестиваль козацької слави «Кульчиці–Фест».

## Освіта
В селі працює Заклад дошкільної освіти «Ромашка», Кульчицький НВК «СЗШ І-ІІІ ст. — ДНЗ».

## Транспорт
Розташована залізнична зупинка на залізничному шляху Самбір–Стрий.

## Відомі люди

### У селі народилися
- Петро Конашевич Сагайдачний (~ 1582 — 20.04.1622) — український полководець і політичний діяч, православний шляхтич гербу Побуг, гетьман реєстрового козацтва, кошовий отаман Запорізької Січі;
- Марко Жмайло — гетьман реєстрового козацтва (1625), керівник селянсько-козацького повстання 1625 року;
- Павло Бут († 09.04.1638) — гетьман Війська Запорозького Низового, керівник повстання 1637 року;[3]
- Кульчицький Юрій–Франц (1640 — 20.02.1694) — руський шляхтич, перекладач та розвідник польського короля Яна Собеського, герой Віденської битви (1683). Згодом віденський підприємець, власник однієї з перших віденських кав'ярень. Вважається автором рецепту віденської кави та популяризатором у Європі цього напою;
- Попель Михайло (01.12.1816 — 14.10.1903) — політичний діяч в Галичині XIX ст., посол до Австрійського парламенту 1848 року;
- Семчишин Тиміш (1915 — 05.10.1946) — діяч ОУН, керівник похідної групи ОУН «Південь», розстріляний;
- Кульчицький Володимир Семенович (28.12.1919 — 23.07.2009) — український правознавець-історик держави і права, доктор юридичних наук, професор, Заслужений юрист України;
- Саврун Богдан Володимирович (нар. 06.07.1991) — старший лейтенант Збройних сил України, лицар ордена Богдана Хмельницького III ступеня;
- Саракуло Петро Юрійович (11.07.1992 — 05.05.2022) — старший солдат 80–ї окремої десантно–штурмової бригади ЗСУ, лицар ордена «За мужність» III ступеня